# 维多利亚·森库特
维多利亚·森库特（1996年4月12日—），立陶宛女子赛艇、自行车运动员，2018年欧洲U23赛艇锦标赛女子双人双桨铜牌、2024年夏季奥林匹克运动会女子单人双桨铜牌得主。